# Pangu
Pangu – w ludowych wierzeniach chińskich potężna istota, która stworzyła wszechświat. Jest to bardzo późny mit kosmogoniczny, pierwsze jego wersje pojawiają się dopiero w III wieku.
Pangu narodził się w miejscu, gdzie cała materia wszechświata była bezwładnie ze sobą zmieszana (hundun, 混沌), jednak uformowana w kształcie jaja. Po 18 000 lat ciężkiej pracy Pangu uporządkował chaos za pomocą młotka i dłuta. Ziemia oddzieliła się od nieba, przyjmując określony kształt (tiandi kaipi, 天地開辟). Z czystej części chaosu (qing, 清) powstało niebo, a z błotnistej (zhuo, 濁) ziemia. Po śmierci Pangu jego głowa i kończyny zamieniły się w Pięć Świętych Gór, krew i łzy w rzeki i strumienie, oczy stały się słońcem i księżycem, z ciała powstała ziemia uprawna, włosy zamieniły się w rośliny, spojrzenie w błyskawice, jego oddech w wiatr, a głos stał się grzmotem.
Pangu przedstawiany był zwykle jako karzeł z dłutem w dłoni podczas rzeźbienia wszechświata.
Mit o Pangu najprawdopodobniej powstał wśród mniejszości narodowych południowych Chin (Yao-Miao) i dopiero później został zaadaptowany przez Chińczyków, choć niektórzy dopatrują się odwrotnego importu, czy nawet wpływów buddyjskich na powstanie mitu.